# Lee Choon-hee

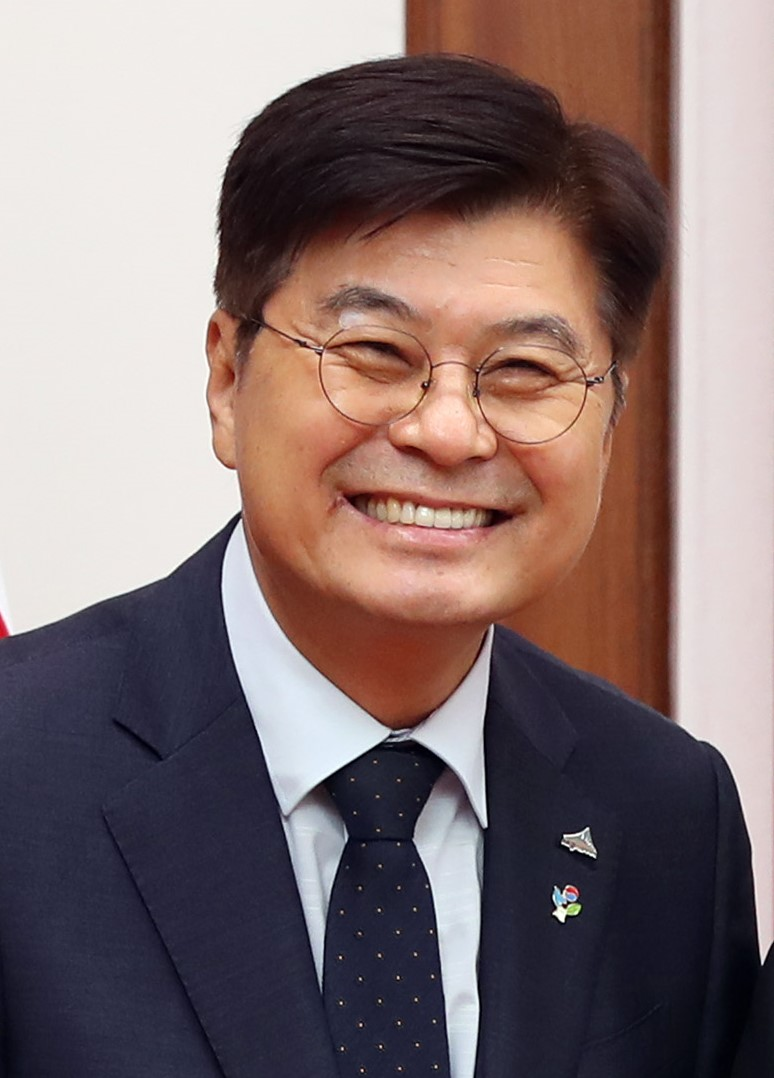
Lee Choon-hee (2020)

Lee Choon-hee (* 6. November 1955 in Gochang, Jeollabuk-do) ist ein südkoreanischer Politiker der Deobureo-minju-Partei, der seit dem 1. Juli 2014 als Bürgermeister von Sejong amtiert.

## Werdegang
Lee studierte öffentliche Verwaltung an der Korea University. Danach machte er einen Master-Abschluss an der Seoul National University. Danach schloss er ein Sonderprogramms für Stadt- und Regionalplanung am Massachusetts Institute of Technology ab und absolvierte sein Doktorstudium in Stadtplanung an der Hanyang University.
In der Regierung von Präsident Roh Moo-hyun war Lee Vizeminister für Bauwesen und Infrastruktur. Am 1. Juli 2014 trat er das Bürgermeisteramt der Stadt Sejong an. 2018 wurde Lee mit 71,8 % der Wählerstimmen in seinem Amt bestätigt.